# Пайнтоп Перкінс
Джо Ві́ллі «Па́йнтоп» Пе́ркінс (англ. Joe Willie "Pinetop" Perkins, 7 липня 1913, округ Гамфріс, Міссісіпі — 21 березня 2011, Остін, Техас) — американський блюзовий піаніст та співак. Обраний до Зали слави блюзу, володар Премії Греммі за життєві досягнення та багатьох премій Blues Music Award.

## Життя і творчість

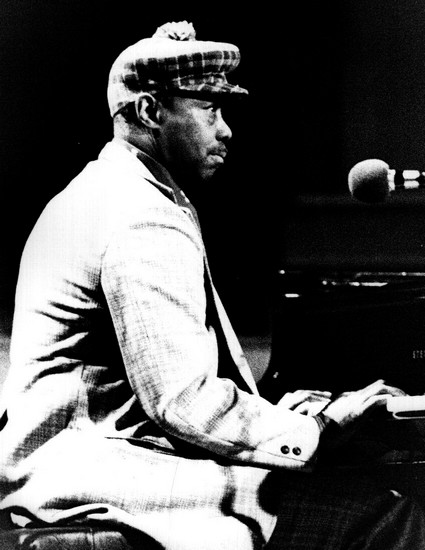
Пайнтоп Перкінс, 1976

### Ранні роки
Джо Віллі Перкінс народився поблизу Белзоні, в окрузі Гамфріс, штат Міссісіпі і виріс на плантації Хані-Айленд, Міссісіпі. Розпочав свою музичну кар'єру як гітарист, але в середині 1940-х роках пошкодив в ножовій бійці сухожилля лівої руки у Гелені, Арканзас і був змушений змінити гітару, з якою більше не міг впоратися, на фортепіано. Перкінс навіть написав присвячену цій події пісню «Stabbed by an Angry Woman», що згодом увійшла до альбому Portrait of a Delta Bluesman (Omega, 1993). За власними спогадами Джо Віллі Перкінса, він лише три роки навчався у школі, решту дитинства і юності працював на фермах і плантаціях, вчився усього самотужки, гри на музичних інструментах так само, дивлячись, як роблять інші. Перших кроків гри на фортепіано його навчив бойфренд матері, крім того, він багато й уважно слухав гру піаніста Кларенса Сміта, також відомого як «Пайнтоп» Сміт, який трагічно загинув 1929 року.

### Творча кар'єра
Довгий час Перкінс співпрацював зі слайд-гітаристом Робертом Найтгоком, акомпанував йому під час шоу на радіо KFFA, що виходило у Гелені, штат Арканзас, і багато гастролював з Найтгоком Дельтою Міссісіпі у 1940-1950-х роках. Згодом Перкінс впродовж трьох років акомпанував Сонні Бою Вільямсону II у його відомому радіошоу King Biscuit Time. Роберт Найтгок запрошував Перкінса до участі у своїх перших записах для Chess Records, зокрема «Jackson Town Gal» 1950 року.
Після нетривалої співпраці з Бі Бі Кінгом у Мемфісі, Перкінс на початку 1950-х гастролював Півднем разом з учнем Найтгока гітаристом Ерлом Гукером, Айком Тернером та Бойдом Гілмором. 1953 року в Мемфісі Перкінс та Ерл Гукер взяли участь у сесії для Sun Records Сема Філліпса, під час якої Перкінс записав свою першу версію «Pinetop's Boogie Woogie», пісні, що стала його фірмовим номером і дала йому псевдонім. Мелодія «Pinetop's Boogie Woogie» була запозичена з репертуару «Пайнтопа» Сміта. У 1960-ті Перкінс перебрався до Іллінойсу і залишив музичний бізнес до 1968 року, поки Гукер не переконав його записатися знову. 1969 року, після смерті Отіса Спенна Перкінс замінив його у гурті Мадді Вотерса. Понад десять років він грав у гурті Вотерса. У червні 1980 року акомпаніатори та бек-вокалісти Мадді Вотерса Пайнтоп Перкінс (фортепіано), Віллі «Біг Айз» Сміт (ударні), Келвін «Фузз» Джонс (бас-гітара), Лютер «Гітара Джуніор» Джонсон (гітара), Боб Марголін (гітара) та Джеррі Портной (губна гармоніка) пішли з гурту через суперечку щодо заробітної плати. У 1981 році Перкінс, Сміт, Портной та Джонс заснували The Legendary Blues Band. Гітарист Боб Марголін не приєднався до них і створив власний гурт, тож на губній гармоніці та гітарі його замінив Луїс Майєрс. Пайнтоп Перкінс взяв участь у двох альбомах цього гурту, записаних на лейблі Rounder Records Life of Ease (1981) та Red Hot 'n' Blue (1983), а його гастрольна діяльність була пов'язана з The Legendary Blues Band наступні шість років.

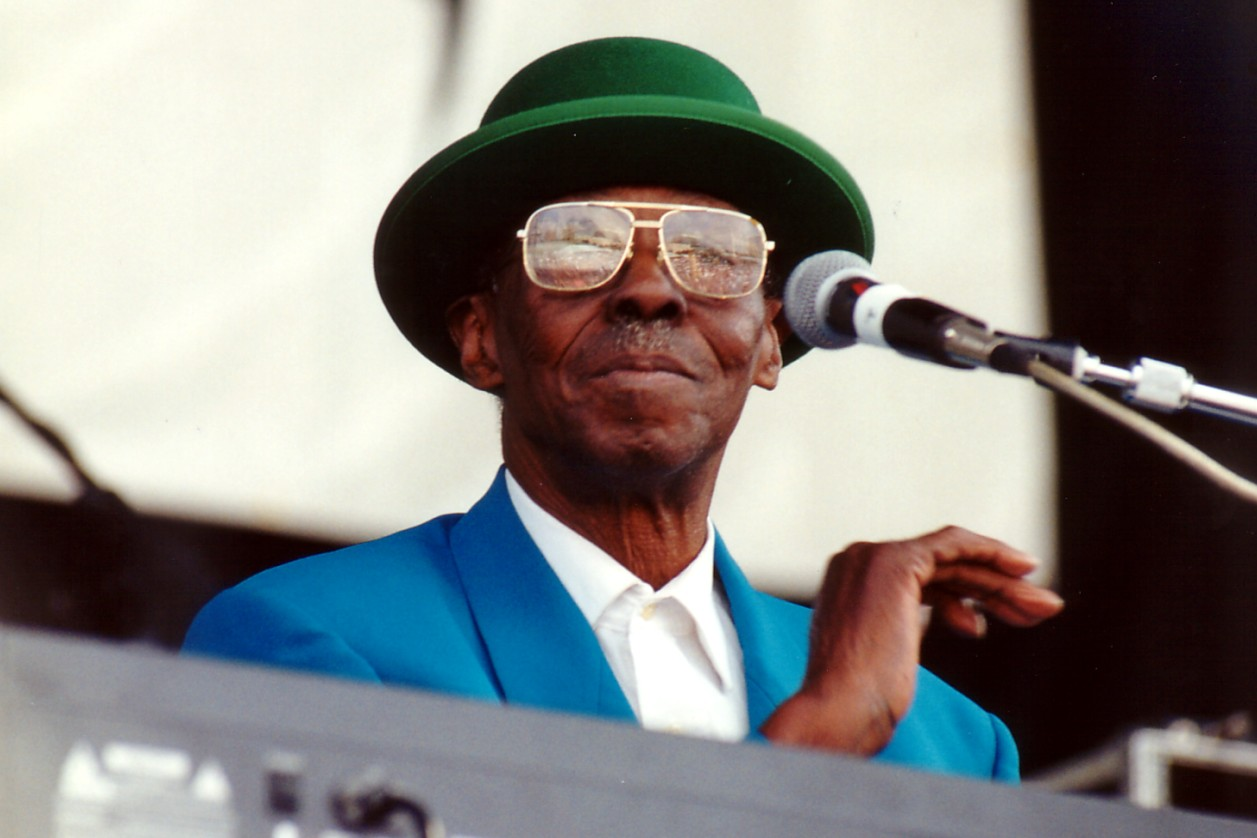
Перкінс на Riverwalk Blues Festival 2006 року у Форт-Лодердейлі

Перкінс акомпанував на незліченних записах, але до 1988 року не мав жодного сольного альбому. After Hours, записаний та виданий Blind Pig Records, став його сольним дебютом Акомпанував Перкінсу під час запису молодий нью-йоркський гурт Little Mike and the Tornadoes. Альбом складається з 12 композицій: блюзових стандартів та власних творів Пайнтопа Перкінса. У турі на підтримку альбому взяли участь гітаристи Джиммі Роджерс та Г'юберт Самлін.
Смерть його дружини Сари Льюїс у 1995 році спричинила період депресії та пияцтва, але з часом Перкінс впорався з горем. 1998 року він записав разом з Г'юбертом Самліном альбом Legends(Telarc, CD-83446), а 2001 року взяв участь у щорічному Чиказькому блюзовому фестивалі з «батьком рок-н-ролу» Айком Тернером, який вважав, що саме Перкінс надихнув його грати на фортепіано. На початку 1940-х років у Кларксдейлі, штат Міссісіпі, молодий Айк Тернер побачив Пайнтопа Перкінса на репетиції з Райсом Міллером та його «Кінг Бісквіт Бойз». «Коли я побачив, як грає Пайнтоп, — розповідав Тернер журналу Juke Blues у 1997 році, — мені захотілося грати так само».

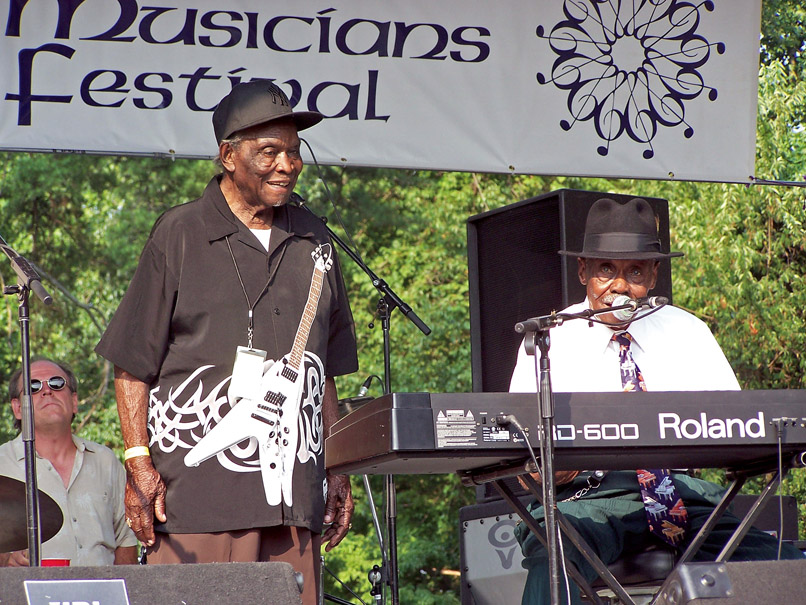
Пайнтоп Перкінс та Девид «Ханібой» Едвардс, 2008

2004 року 91-річний Перкінс потрапив у Ла Порт, штат Індіана, в ДТП, коли потяг зіткнувся з його автомобілем. Машина була розбита, а водій пошкодив руки та потребував накладення 45 швів на голові, але невдовзі вже повернувся до виступів. У 2004—2011 роках Перкінс жив в Остіні, штат Техас і час від часу виступав у нічному блюзовому клубі «Antone's» Кліффорда Ентона, де свого часу був записаний один з його найкращих альбомів Live At Antone's Vol. 1 (Antone's Records, TMG-ANT 0045). Навіть у своєму похилому віці Перкінс був завсідником клубів Остіна. В рік його смерті в нього було заплановано понад 20 виступів і запис чергового альбому з Віллі «Біг Айз» Смітом.
Створений 2009 року на честь музиканта Фонд Пайнтопа Перкінса у Кларксдейлі проводить щорічні майстер-класи для молодих музикантів, що цікавляться блюзом та джазом музикою. Інший напрямок діяльності фонду — надання фінансової допомоги літнім музикантам через програму під назвою Pinetop Assistance League, що має на меті забезпечити музикантам, які більше не можуть заробляти на життя, можливість оплачувати свої житлові та медичні витрати для гідного життя в останні роки.

### Смерть
21 березня 2011 року в Остіні, штат Техас, Пайнтоп Перкінс помер уві сні від зупинки серця. Після урочистої церемонії Перкінса поховано на Меморіальному цвинтарі Маклоріна в Кларксдейлі 2 квітня 2011 року.

## Визнання та нагороди

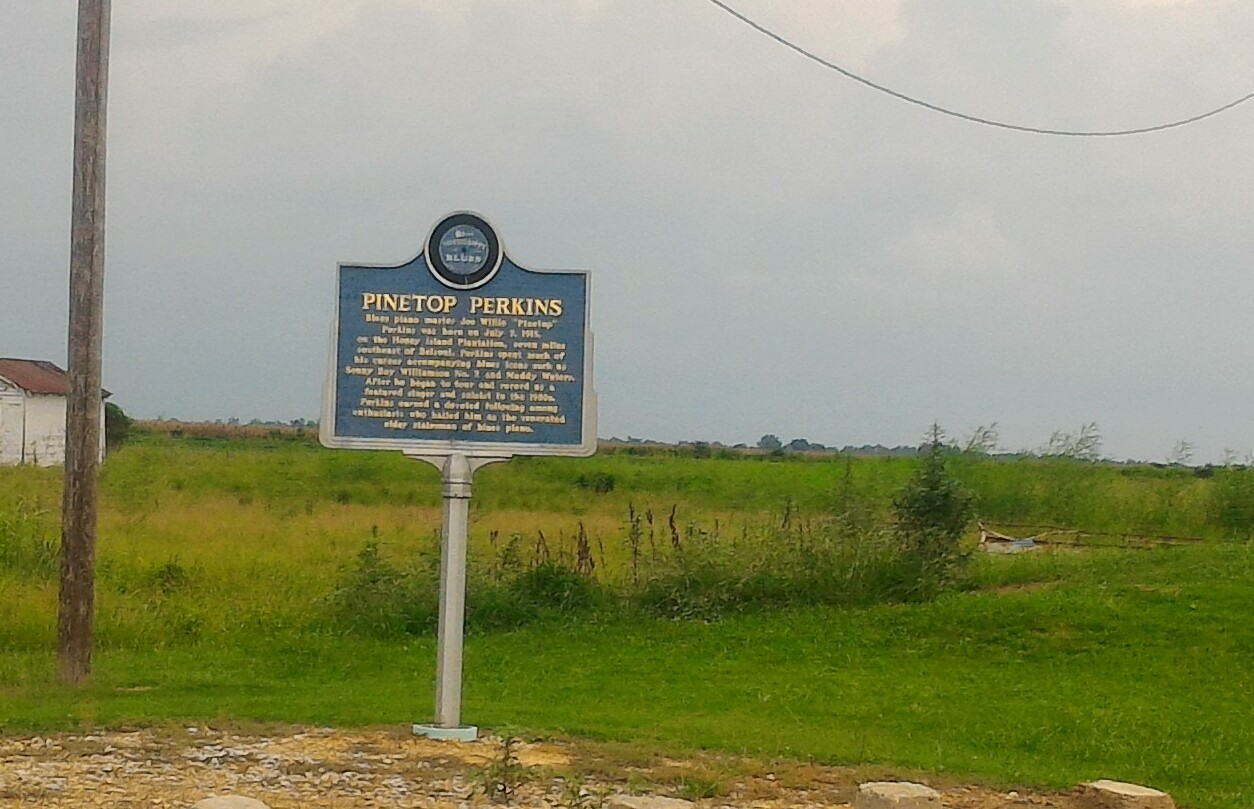
Вказівник «Міссісіпської стежки блюзу» в Белзоні, присвячений місцю народження Перкінса

Засновник Alligator Records Брюс Іглауер визначив Пайнтопа Перкінса як символ цілого покоління музикантів та «абсолютно найкращого блюзового піаніста», чия кар'єра тривала понад 80 років. «Пайнтопа можна вважати батьком рок-н-ролу, бо він навчив мене тому, що я граю», — вважав Айк Тернер
- 1992—1994 Blues Music Award «Найкращий блюзовий інструменталіст — фортепіано»[21]
- 1994 Blues Music Award «Найкращий кантрі/акустичний блюзовий альбом» Portrait of a Delta Bluesman (Omega OCD 3017)[21]
- 1995—2003 Премія імені В. Х. Генді «Найкращий виконавець традиційного блюзу»[21]
- 1995 Премія імені В. Х. Генді «Найкращий блюзовий інструменталіст — фортепіано»[21]
- 2000 року Національний фонд підтримки мистецтв (англ. National Endowment for the Arts) нагородив Джо Віллі «Пайнтопа» Перкінса Стіпендією національної спадщини (англ. National Heritage Fellowship) — найвищою нагородою США у сфері народного та традиційного мистецтва, якою відзначаються мистецька майстерність, життєві досягнення та внесок у традиційну мистецьку спадщину країни[22].
- 2003 року Джо Віллі «Пайнтоп» Перкінс обраний до Зали слави блюзу[23].
- 2004—2005 Премії імені В. Х. Генді «Найкращий виконавець традиційного блюзу»[21]
- 2005 Премія імені В. Х. Генді «Найкращий альбом  традиційного блюзу» Ladies Man (M.C. Records MC-0053)[21]
- 2005 року Пайнтоп Перкінс нагороджений Премією «Греммі» за життєві досягнення[24]
- 2008 року Перкінс разом з Генрі Таунсендом, Робертом Локвудом-молодшим та Девідом «Ханібоєм» Едвардсом отримав премію «Греммі» в категорії «Найкращий альбом традиційного блюзу» за Last of the Great Mississippi Delta Bluesmen: Live in Dallas (The Blue Shoe Project, 2007)[25]
- 2011 Blues Music Award «Найкращий альбом традиційного блюзу» Joined at the Hip (Telarc TEL-31850-02, 2010)[21]
- 2011 року Джо Віллі «Пайнтоп» Перкінс разом з Віллі «Біг Айз» Смітом виграв премію Греммі в категорії «Найкращий альбом традиційного блюзу» за Joined at the Hip (Telarc TEL-31850-02, 2010)[26]
- 3 березня 2008 року у Белзоні, в рідному місті Перкінса, був відкритий знак «Міссісіпської стежки блюзу», присвячений музиканту[27].

## Вибрана дискографія

### Сольні альбоми та створені у співпраці
- 1976 Pinetop Is Just Top (Black & Blue)
- 1988 After Hours (Blind Pig 73088)
- 1992 Boogie Woogie King (Evidence ECD 26011-2), запис 1976
- 1992 Pinetop's Boogie Woogie (Antone's Records & Tapes ANTCD 0020)
- 1992 Pinetop Perkins (Platonic PLACD 004) з Chicago Beau та Blue Ice Band
- 1992 On Top (Deluge DELD 3002)
- 1993 Portrait of a Delta Bluesman (Omega OCD 3017)
- 1995 Live Top (Deluge DELD 3002)
- 1996 Eye to Eye (AudioQuest Music AQ 1043) з Ронні Ерлом, Віллі «Біг Айз» Смітом та Келвіном «Фуззом» Джонсом
- 1997 Born in the Delta (Telarc CD-83418) — номінація премії Греммі 1998 року «Найкращий альбом традиційного блюзу»
- 1998 Down in Mississippi (HighTone Music HMG 1004)
- 1998 Sweet Black Angel (Verve 537187-2)
- 1998 Legends (Telarc Blues CD-83446) з Г'юбертом Самліном — номінація премії Греммі 2000 року «Найкращий альбом традиційного блюзу»
- 1998 Chicago Blues Session, Vol. 12 (Wolf 120.858) з Джоном Брімом
- 1999 Live at 85! (Shanachie 9022) з Джорджем Кілбі-молодшим
- 1999 Pinetop Is Just Top (Black & Blue BB 424.2)
- 2000 Back on Top (Telarc Blues CD-83489)
- 2003 The Complete Hightone Sessions (HighTone HCD8159)
- 2003 All Star Blues Jam (Telarc Blues CD-83579) з Бобом Марголіном, Г'юбертом Самліном, Віллі «Біг Айз» Смітом та ін.
- 2003 8 Hands on 88 Keys: Chicago Blues Piano Masters (The Sirens Records SR-5003) з Баррелхаусом Чаком, Детройтом Джуніорром та Ервіном Гельфером
- 2004 Ladies Man (M.C. Records MC-0053) — номінація премії Греммі 2005 року «Найкращий альбом традиційного блюзу»
- 2007 10 Days Out: Blues from the Backroads (Reprise 49294-1) з Кенні Вейн Шепардом та Muddy Waters Band
- 2007 Breakin' It Up, Breakin' It Down (Epic 88697 072832) з Мадді Вотерсом, Джонні Вінтером та Джеймсом Коттоном
- 2007 Pinetop Perkins On The 88's — Live In Chicago (Sagebrush Productions SB-CD-101) — номінація премії Греммі 2008 року «Найкращий альбом традиційного блюзу»
- 2007 Hot Blues From A Cold Place (Music Avenue 250185)
- 2008 Pinetop Perkins and Friends (Telarc CD-83680) — номінація премії Греммі 2009 року «Найкращий альбом традиційного блюзу»
- 2010 Joined at the Hip (Telarc TEL-31850-02, 2010) з Віллі «Біг Айз» Смітом — премія Греммі 2011 в категорії «Найкращий альбом традиційного блюзу»
- 2012 How Long? (RockBeat ROCCD 3146)
- 2012 Heaven (Blind Pig BPCD 5145) з Віллі «Біг Айз» Смітом
- 2015 Genuine Blues Legends (Elrob ER15235) з Джиммі Роджерсом та Little Mike and the Tornadoes

### Інструментальний супровід солістів

#### Ерла Гукера
- 1969 2 Bugs and a Roach (Arhoolie 1044)

#### Кері Белла
- 1969 Carey Bell's Blues Harp (Delmark DS-622)
- 1973 Last Night (BluesWay BLS-6079)

#### Джиммі Роджерса
- 1990 Ludella (Antone's ANT0012)

#### Мадді Вотерса
- 1971 Live at Mr. Kelly's (Chess CH 50012)
- 1973 Can't Get No Grindin' (Chess CH 50023)
- 1974 «Unk» in Funk (Chess CH 60031)
- 1975 The Muddy Waters Woodstock Album (Chess CH 60035)
- 1977 Hard Again (Blue Sky 34449)